# Agnolo Firenzuola

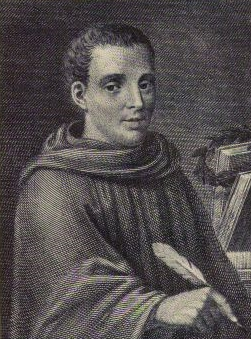
Agnolo Firenzuola

Agnolo Firenzuola (eigentlich Michelangelo Girolamo Giovannini; * 28. September 1493 in Florenz; † 27. Juni 1543 in Prato) war ein italienischer Dichter. Sein Künstlername rührte vom Herkunftsort seiner Familie her, Firenzuola, einer kleinen Stadt am Fuße des Apennin.

## Leben
Firenzuola studierte zunächst Jura in Siena, wo er den Literaten Claudio Tolomei kennenlernte, der ihn vor allem in der Frage der italienischen Literatursprache (questione della lingua) beeinflusste, und dem er sein berühmtes Werk über die Schönheit der Frauen (della bellezza delle donne) widmete. Während seiner folgenden Studienzeit in Perugia 1515/16 lernte er den Dichter Pietro Aretino kennen. 1524 erscheint sein erstes Werk Distaccamento de le lettere inutilmente agguinte ne la lingua toscana, in dem er sich gegen die Pläne zur Othographiereform der italienischen Sprache von Gian Giorgio Trissino wandte. Das Werk wurde von Aretino dem Papst Clemens VII. und Pietro Bembo vorgestellt und trug so zur Bekanntheit des Autors bei.
Nachdem Firenzuola dem Orden der Vallombrosaner – einem Seitenzweig der Benediktiner – beigetreten war, kam er als Botschafter des Ordens an den päpstlichen Hof, widmete sich aber eher dem weltlichen Leben. In Rom lernte er einige der berühmtesten Schriftsteller seiner Zeit kennen, wie Francesco Berni, Giovanni Della Casa, Annibale Caro und Francesco Maria Molza. An Syphilis erkrankt zog er sich 1534 wieder nach Florenz zurück und schließlich nach Prato, wo er Abt des Klosters San Salvatore in der Nähe von Vaiano wurde. Hier widmete er sich seinen Studien und gründete die Accademia dell’Adaccio. Er starb 1543 verarmt und vergessen in Prato.
Von Aretino und Boccaccio angeregt, schrieb Firenzuola in volkstümlicher und beschwingter Sprache Lustspiele und Novellen, in denen er oft klassische Themen adaptierte. Von ihm stammt auch eine freie Übersetzung von Apuleius’ Roman „Metamorphosen oder Der goldene Esel“ (L’Asino d’oro). Allerdings wurden viele seiner Werke erst nach seinem Tode herausgegeben.

## Werke
- Prose di Agnolo Firenzuola, Florenz 1548.
- Dialogo delle bellezze delle donne 1548 (dt.: Gespräche über die Schönheit der Frauen, übersetzt von Paul Seliger, Leipzig, Hegner, 1910).
- Rime, Florenz 1549.
- Fatini, Giuseppe (Hrsg.): Agnolo Firenzuola: Opere scelte. Turin, UTET, 1957.